# Lập ngân sách vốn
Lập ngân sách vốn (hay thẩm định đầu tư) là quá trình lập kế hoạch được sử dụng để xác định liệu các đầu tư dài hạn của một tổ chức như máy móc thiết bị mới, máy móc thay thế, các nhà máy mới, sản phẩm mới, và các dự án nghiên cứu phát triển có đáng theo đuổi hay không. Đây là ngân sách cho nguồn vốn, hoặc đầu tư, chi phí chính.
Nhiều phương pháp chính thức được sử dụng trong lập ngân sách vốn, bao gồm các kỹ thuật như
- Tỷ lệ hoàn vốn kế toán
- Giá trị hiện tại ròng
- Chỉ số lợi nhuận
- Tỷ lệ hoàn vốn nội bộ
- Tỷ lệ hoàn vốn nội bộ thay đổi
- Niên kim tương đương

Những phương pháp này sử dụng lưu chuyển tiền tệ gia tăng từ mỗi đầu tư, hoặc dự án tiềm năng. Các kỹ thuật dựa vào thu nhập kế toán và các quy tắc kế toán đôi khi được sử dụng - mặc dù các nhà kinh tế xem điều này không phù hợp - chẳng hạn như tỷ lệ hoàn vốn  hạch toán, và "hoàn vốn đầu tư". Các phương pháp đơn giản hóa và các phương pháp lai cũng được sử dụng, chẳng hạn như thời gian hoàn vốn và thời gian hoàn vốn chiết khấu.

## Giá trị hiện tại ròng
Giá trị mỗi dự án tiềm năng nên được ước tính bằng cách sử dụng một định giá dòng tiền chiết khấu (DCF) để tìm giá trị hiện tại ròng (NPV). (Lần đầu tiên được áp dụng cho Tài chính doanh nghiệp bởi Joel Dean năm 1951; xem thêm Lý thuyết phân tách Fisher, John Burr Williams.) Định giá này đòi hỏi phải ước tính quy mô và thời gian của tất cả các dòng tiền gia tăng từ dự án. Những dòng tiền trong tương lai sau đó được chiết khấu để xác định giá trị hiện tại của chúng. Những giá trị hiện tại sau đó được tổng hợp để có được NPV. Xem thêm giá trị thời gian của tiền. Nguyên tắc quyết định NPV là chấp nhận tất cả các dự án có NPV dương trong một môi trường không bị giới hạn, hoặc nếu dự án loại trừ lẫn nhau, chấp nhận dự án có NPV(GE) cao nhất.
NPV bị ảnh hưởng rất nhiều bởi tỷ lệ chiết khấu, do đó, lựa chọn mức hợp lý đôi khi được gọi là tỷ lệ trở ngại - là rất quan trọng để làm cho quyết định đúng đắn. Tỷ lệ trở ngại là hoàn vốn tối thiểu chấp nhận được trên một khoản đầu tư.
Nó sẽ phản ánh rủi ro của đầu tư, thường được đo bằng biến động của dòng tiền, và phải đưa vào tài khoản tài chính hỗn hơp. Quản lý có thể sử dụng các mô hình như CAPM hoặc APT để ước tính một tỷ lệ chiết khấu phù hợp cho từng dự án cụ thể, và sử dụng chi phí vốn bình quân gia quyền ("WACC") để phản ánh sự pha trộn tài chính được lựa chọn. Một thực tế phổ biến trong việc lựa chọn một tỷ lệ chiết khấu đối với một dự án là áp dụng một WACC áp dụng cho toàn bộ công ty, nhưng tỷ lệ chiết khấu cao hơn có thể thích hợp hơn khi rủi ro của dự án là cao hơn nguy cơ của công ty như một toàn thể.

## Tỷ lệ hoàn vốn nội bộ
Tỷ lệ hoàn vốn nội bộ (IRR) được định nghĩa là chiết khấu cung cấp cho một Giá trị hiện tại ròng (NPV) bằng không. Đây là một biện pháp thường được sử dụng để đo hiệu quả đầu tư.
Các phương pháp IRR sẽ cho kết quả trong quyết định tương tự như phương pháp NPV đối với (không loại trừ lẫn nhau) các dự án trong một môi trường không bị giới hạn, trong các trường hợp thông thường, nơi một dòng tiền âm xảy ra vào lúc bắt đầu của dự án, tiếp theo bởi tất cả các dòng tiền dương. Trong hầu hết các trường hợp thực tế, tất cả các dự án độc lập có một IRR cao hơn so với mức trở ngại nên được chấp nhận. Tuy nhiên, đối với các dự án loại trừ lẫn nhau, nguyên tắc quyết định của dự án với IRR cao nhất - đó là thường được sử dụng có thể lựa chọn một dự án với NPV thấp hơn.
Trong một số trường hợp, một số tỉ lệ chiết khấu NPV bằng không có thể tồn tại, do đó, không có IRR duy nhất. IRR tồn tại và là duy nhất nếu một hoặc nhiều năm đầu tư ròng (dòng tiền âm) được theo sau bởi năm doanh thu thuần. Nhưng nếu như dấu của dòng tiền thay đổi nhiều hơn một lần, có thể có nhiều IRR. Phương trình IRR thường không thể giải được bằng giải tích mà chỉ bằng phương pháp lặp.
Một thiếu sót của phương pháp IRR là nó thường bị hiểu sai để truyền đạt lợi nhuận thực tế của việc đầu tư hàng năm. Tuy nhiên, đây không phải là vấn đề bởi vì dòng tiền mặt trung gian hầu như không bao giờ tái đầu tư tại IRR của dự án, và do đó, tỷ lệ hoàn vốn thực tế là gần như chắc chắn sẽ thấp. Theo đó, một biện pháp được gọi là Tỉ lệ hoàn vốn nội bộ thay đổi (MIRR) thường được sử dụng.
Mặc dù có một sự ưa thích có tính hàn lâm mạnh mẽ cho NPV, khảo sát chỉ ra rằng người điều hành thích IRR hơn NPV , mặc dù chúng nên được sử dụng phối hợp. Trong một môi trường ngân sách hạn chế, biện pháp hiệu quả nên được sử dụng để tối đa hóa NPV tổng thể của công ty. Một số nhà quản lý thấy nó hấp dẫn hơn về trực giác để đánh giá đầu tư theo tỷ lệ phần trăm hoàn vốn hơn so với bằng tiền của NPV.

## Phương pháp niên kim tương đương
Phương pháp niên kim tương đương thể hiện NPV như là một dòng chảy tiền mặt hàng năm chia cho giá trị hiện tại của các yếu tố tiền tài trợ hàng năm. Nó thường được dùng khi đánh giá chi phí của các dự án cụ thể mà có dòng tiền. Trong hình thức này được gọi là phương pháp "chi phí hàng năm tương đương" (EAC) là chi phí cho mỗi năm sở hữu và điều hành một tài sản trên toàn bộ vòng đời của nó.
Nó thường được dùng khi so sánh các dự án đầu tư có vòng đời không đồng đều. Ví dụ, nếu dự án A có vòng đời dự kiến là 7 năm, và dự án B có vòng đời dự kiến là 11 năm, nó sẽ là không phù hợp chỉ đơn giản là so sánh các giá trị hiện tại ròng (NPV) của hai dự án, trừ trường hợp dự án không thể được lặp đi lặp lại.
Việc sử dụng phương pháp EAC ngụ ý rằng dự án có thể bị thay thế bởi một dự án tương tự.
Ngoài ra chuỗi phương pháp có thể được sử dụng với phương pháp NPV dưới giả định rằng dự án này sẽ được thay thế bằng tiền mặt cùng một dòng chảy mỗi lần. Để so sánh các dự án có chiều dài không đồng đều, 3 năm và 4 năm, các dự án xích lại với nhau, tức là bốn lần lặp lại của dự án 3 năm so với ba lần lặp lại của dự án 4 năm. Phương pháp dây chuyền và phương pháp EAC cho câu trả lời về mặt toán học tương đương.
Giả định của các luồng tiền tương tự cho mỗi liên kết trong chuỗi bản chất là một giả định của số không lạm phát, vì vậy một lãi suất thực chứ không phải là một lãi suất danh nghĩa thường được sử dụng trong tính toán. Y

## Tùy chọn thực tế
Phân tích tùy chọn thực tế đã trở nên quan trọng từ những năm 1970 do các mô hình hóa giá lựa chọn đã tinh vi hơn. Các phương pháp dòng tiền chiết khấu về cơ bản đánh giá các dự án như chúng là các trái phiếu rủi ro, với các dòng tiền mặt hứa hẹn đã được biết. Tuy nhiên, nhà quản lý sẽ có nhiều sự lựa chọn làm thế nào để tăng luồng tiền vào trong tương lai, hoặc giảm các luồng tiền ra trong tương lai. Nói cách khác, các nhà quản lý để quản lý các dự án - không chỉ đơn giản là chấp nhận hoặc từ chối chúng. Phân tích các tùy chọn thực tế cố gắng đánh giá các lựa chọn - giá trị tùy chọn - mà các nhà quản lý sẽ có trong tương lai và bổ sung thêm những giá trị này vào NPV.

## Các dự án được xếp hạng
Giá trị thực tế của việc lập ngân sách vốn là để xếp hạng các dự án. Hầu hết các tổ chức có nhiều dự án có tiềm năng có thể được tài chính bổ ích. Một khi đã xác định được rằng một dự án cụ thể đã vượt rào cản của nó, thì sau đó nó nên được xếp hạng đối với các dự án ngang hàng (ví dụ: - từ chỉ số lợi nhuận cao nhất tới chỉ số lợi nhuận thấp nhất). Các dự án xếp hạng cao nhất nên được thực hiện cho đến khi vốn ngân sách đã được đóng.